# Robert Paverick
Robert Paverick (Borgerhout, 19 novembre 1912 – 25 maggio 1994) è stato un calciatore belga, di ruolo difensore.

## Carriera
Vinse il campionato belga nel 1931 e nel 1944.

## Palmarès

### Club

#### Competizioni nazionali
- Campionato belga: 2

Anversa: 1930-1931, 1943-1944